# Trenta peces de plata

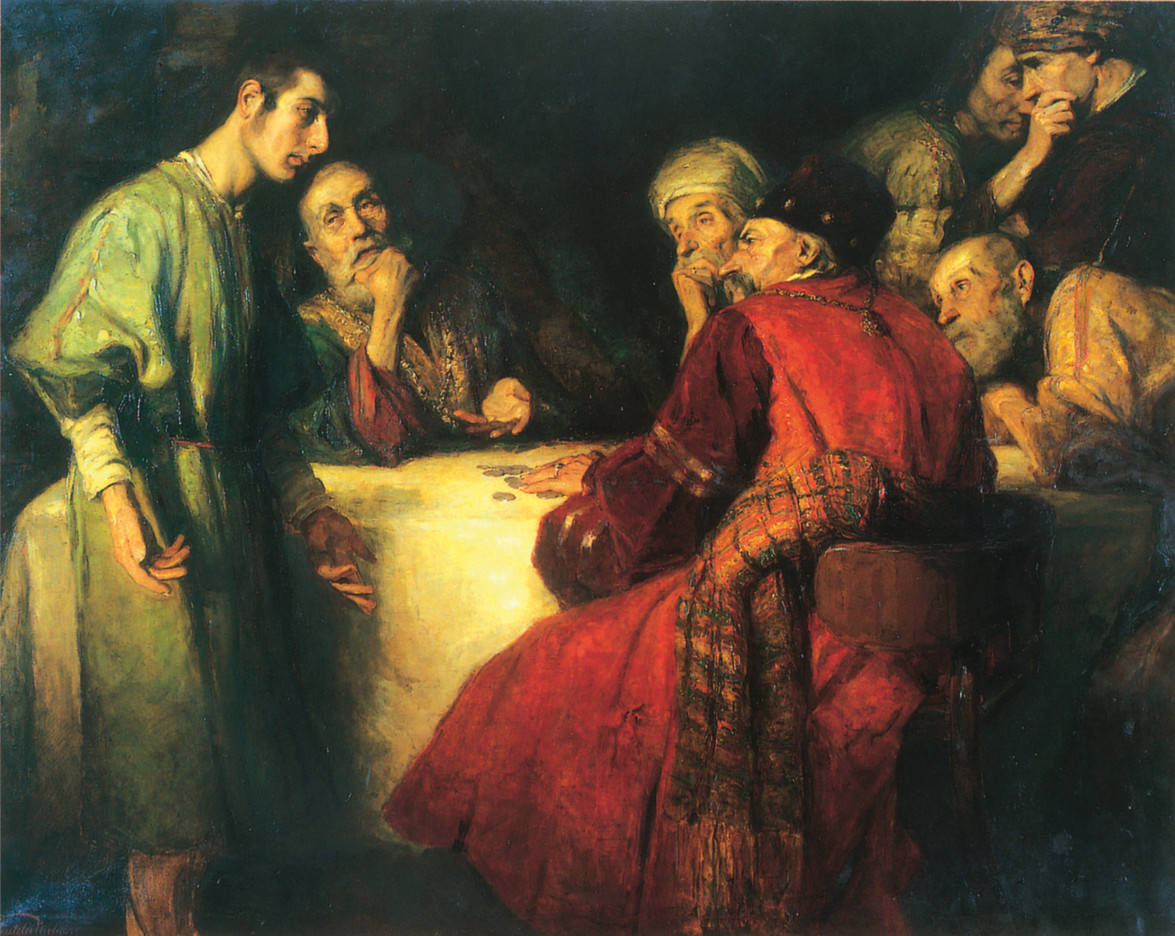
Judes rep trenta peces de plata per trair Jesús, de János Pentelei Molnár, de 1909.

Trenta peces de plata va ser el preu pel qual Judes Iscariot va trair Jesús, segons un relat a l'Evangeli de Mateu 26:15 al Nou Testament. Abans de l'Últim Sopar, Judes es diu que va anar als grans sacerdots i va acceptar lliurar Jesús a canvi de 30 monedes de plata, i que després va intentar tornar els diners, ple de remordiments.
L'evangeli de Mateu afirma que la compra posterior amb aquests diners, per part dels sacerdots, del camp del sang que s'utilitzaria com a cementiri d'estrangers o fossa comuna, va ser el compliment d'una profecia de Zacaries.
La imatge s'ha utilitzat sovint en obres d'art que representen la Passió de Crist. La frase s'utilitza en la literatura i el discurs comú per referir-se a les persones que "es venen", comprometent la confiança, l'amistat o la lleialtat per a un benefici personal espuri.

## Narració bíblica
Segons l'Evangeli de Mateu, Judes Iscariot va ser deixeble de Jesús. Abans de l'⁣Últim Sopar, Judes va anar als grans sacerdots i va acceptar lliurar Jesús a canvi de 30 monedes de plata. Després, Jesús va ser arrestat a Getsemaní, on Judes va revelar la identitat de Jesús als soldats fent-li un petó.
Segons el capítol 27 de l'evangeli de Mateu, Judes es va omplir de remordiments i va tornar els diners als grans sacerdots abans de penjar-se. Els grans sacerdots van decidir que no podien posar els diners a la tresoreria del temple ja que es consideraven diners de sang, i per això van decidir utilitzar-los per comprar un camp.
Hi ha un relat diferent de la mort de Judes al Llibre dels Fets 1:17–20; on Pere diu que "Amb el pagament que va rebre per la seva maldat, Judes va comprar un camp; allà va caure de cap, el seu cos es va obrir i se li van vessar tots els intestins". Tot i que l'Evangeli de Lluc, que es creu que va ser escrit pel mateix autor que Fets, esmenta a 22:3–6 que Judes i els principals sacerdots i els oficials de la guàrdia del temple van acordar un preu, la quantitat no s'especifica ni són els diners pagats per endavant com en Mateu.

## Tipus de moneda

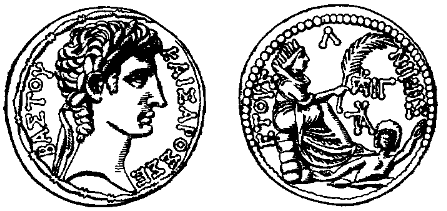
L'estatera antioquena podria ser el tipus de moneda de les trenta peces.

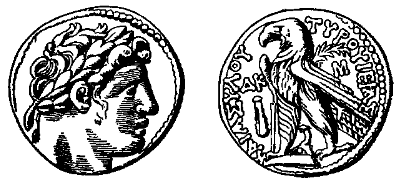
Un shekel tyrià és una altra possibilitat pel tipus de moneda implicat.

La paraula utilitzada a Mateu 26:15 (ἀργύρια, argyria) significa simplement "monedes de plata", i els estudiosos no estan d'acord sobre el tipus de monedes que s'haurien utilitzat. Donald Wiseman suggereix dues possibilitats. Podrien haver estat tetradracmes de Tir, coneguts habitualment com a sicles de Tir (14 grams de 94% de plata), o estateres d'Antioquia (15 grams amb el 75% de plata), que mostraven el cap d'August. Alternativament, podrien haver estat tetradracmes ptolemaics (13,5 ± 1 g de plata al 25%). Amb una valoració al comptat de 28 $/ozt el 2021, 30 "peces de plata" tindrien un valor aproximat d'entre 91 i 441 dòlars americans.
| Tipus                   | Puresa | Pes (g) | Pes real de plata (g) | Pes de 30 monedes (ozt) | Valor de la plata a preus de 2021 |
| Xéquels tirians         | 94%    | 14      | 13.16                 | 12.69                   | 355,32 dòlars                     |
| Estateres d'Antioquia   | 75%    | 15      | 11.25                 | 10.85                   | 303,80 dòlars                     |
| Tetradracmes ptolemaics | 25%    | 13.5    | 3.375                 | 3.26                    | 91,28 dòlars                      |
| tetradracmes atenesos   | 95%    | 17.2    | 16.34                 | 15.76                   | 441,28 dòlars                     |

El sicle tirià pesava quatre dracmes ateneses, uns 14 grams, més que els sicles israelians d'11 grams anteriors, però en aquell moment es considerava l'equivalent per als deures religiosos. Com que les monedes romanes eren només un 80% de plata, els sicles de Tir més purs (94% o més) havien de pagar l'impost del temple a Jerusalem. Els canvistes als quals es fa referència als evangelis del Nou Testament (Mt. 21:12 i paral·lels) van canviar sicles de Tir per la moneda romana comuna.
La moneda del tetradracma atenès («quatre dracmes») del segle V aC va ser potser la moneda més utilitzada al món grec abans de l'època d'Alexandre el Gran (juntament amb l'estatera coríntia). Presentava el bust de perfil amb casc d'Atenea a l'anvers (front) i un mussol al revers (esquena). En l'ús quotidià s'anomenaven γλαῦκες glaukes (mussols), d'aquí el proverbi Γλαῦκ’ Ἀθήναζε, "un mussol a Atenes", referint-se a alguna cosa de la qual hi ha molta oferta. El revers apareix a la cara nacional de la moneda grega moderna d'1 euro. Les dracmes es van encunyar amb diferents estàndards de pes. L'estàndard que va arribar a ser més utilitzat va ser el d'Ateneu o Àtic, que pesava una mica més de 4,3 grams. Una dracma era aproximadament el sou d'un dia per a un treballador qualificat. Així, 30 peces de plata (30 tetradracmes), a quatre dracmes cadascuna, serien aproximadament comparables als salaris de quatre mesos (120 dies).
A l'època medieval algunes institucions religioses van mostrar monedes gregues antigues de l'illa de Rodes com a exemplars de les Trenta peces de plata. L'anvers d'aquestes monedes mostraven un cap encarat del déu del sol Hèlios, amb raigs que es projectaven al voltant de la part superior. Aquests raigs es van interpretar com una representació de la Corona d'Espines.
La narració extracanònica de Josep d'Arimatea registra que a Judes se li van pagar 30 peces d'or, no de plata.

## Interpretació teològica
A Zacaries 11:12–13, 30 les peces de plata és el preu que rep Zacaries pel seu treball. Agafa les monedes i les llença. Schilder assenyala que el pagament de Zacaries serveix per calcular-ne seu valor, així com el seu acomiadament. En Èxode 21:32, 30 les peces de plata eren el preu d'un esclau, de manera que, si bé Zacaries diu que la quantitat era "un bonic preu" (Zacaries 11:13), podria ser un sarcasme. Webb, però, l'anomena com una "suma considerable de diners".
Schilder suggereix que aquestes 30 peces de plata són "bandades d'anada i tornada per l'Esperit de la profecia". Quan els grans sacerdots decideixen comprar un camp amb els diners retornats, Mateu diu que amb això s'ha complert "el que va dir el profeta Jeremies". És a dir, "Van agafar les trenta monedes de plata, el preu que li va fixar el poble d'Israel, i les van utilitzar per comprar el camp del terrisser, tal com el Senyor m'havia manat" (Mateu). 27:9–10. Tot i que hi ha erudits que consideren que el nom de Jeremies apareix per error, la compra d'un camp per part de Jeremies a Jeremies 32 pot indicar que els dos profetes ho tenen present. Segons la interpretació més caritativa de Blomberg, Mateu diu als seus lectors que, "com Jeremies i Zacaries, Jesús intenta guiar el seu poble amb un ministeri profètic i pastoral, però, en canvi, acaba patint innocentment a les seves mans". Hendriksen argumenta que Mateu es refereix a Jeremies 19.
Blomberg també suggereix que Mateu pot estar dient que "la mort de Jesús és un rescat, el preu que es paga per assegurar la llibertat d'un esclau", i que l'ús dels diners de la sang per comprar un cementeri per a estrangers (Mateu). 27:7 pot insinuar la idea que "la mort de Jesús fa possible la salvació per a tots els pobles del món, inclosos els gentils".
El Handy Book for Bible Readers (1877) afirma que:
Argurion, argenteus, denarius. Aquesta paraula apareix en dos passatges: (A) el relat de la traïció del nostre Senyor per "trenta peces de plata" (Mt. xxvi. 15; xxvii. 3, 5, 6, 9). Aquests s'han considerat generalment com a denaris, però no en base suficient. El passatge paral·lel de Zacaries (xi. 12, 13), es tradueix "trenta [peces] de plata"; però que sens dubte s'hauria de llegir, "trenta sicles de plata", mentre que es pot veure que "trenta sicles de plata" era el preu de la sang que s'havia de pagar en el cas d'un servent assassinat accidentalment (Èxode, xxi. 32). Per tant, el passatge es pot explicar com "trenta sicles de plata", no sicles actuals, sinó tetradracmes de l'estàndard àtic de les ciutats gregues de Síria i Fenícia. Aquests tetradracmes eren comuns a l'època de nostre Senyor, i d'ells l'estatera n'era un exemplar.
Alguns veuen això com un dels molts paral·lelismes entre Sòcrates i Jesús: com va registrar Plató a l'Apologia, quan Sòcrates va ser jutjat per impietat i corrupció dels joves, els seus acusadors, Anit, Melet i Licó, van demanar la pena de mort. Tanmateix, els aliats de Sòcrates, Critó, Critòbul i Apol·lodor, van proposar que només pagués una multa de trenta mines.

## Relíquies i representacions artístiques

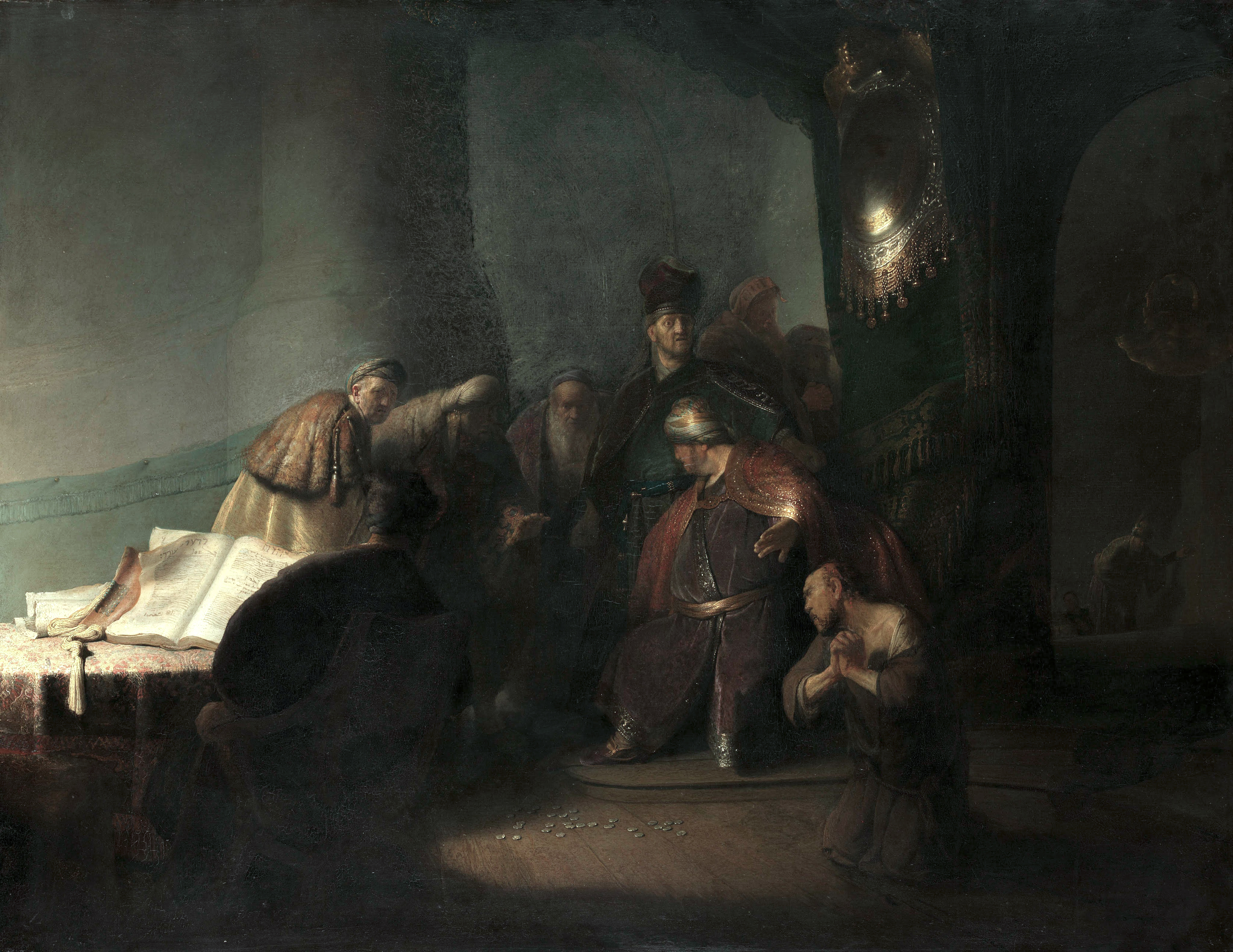
Judes retornant les trenta peces de plata de Rembrandt, 1629.

Judes es mostra sovint en escenes narratives de la Passió amb les monedes de plata dins una bossa, que serveixen com a atribut per identificar-lo. Com un dels "Instruments de la Passió", les Trenta Peces per si soles apareixen sovint en grups d'Instruments, especialment a la baixa edat mitjana, encara que són un dels elements menys escollits del grup. De vegades s'utilitza una bossa de diners en les representacions; en cas contrari, una mà que sosté les monedes, o dues mans, que mostren el recompte.

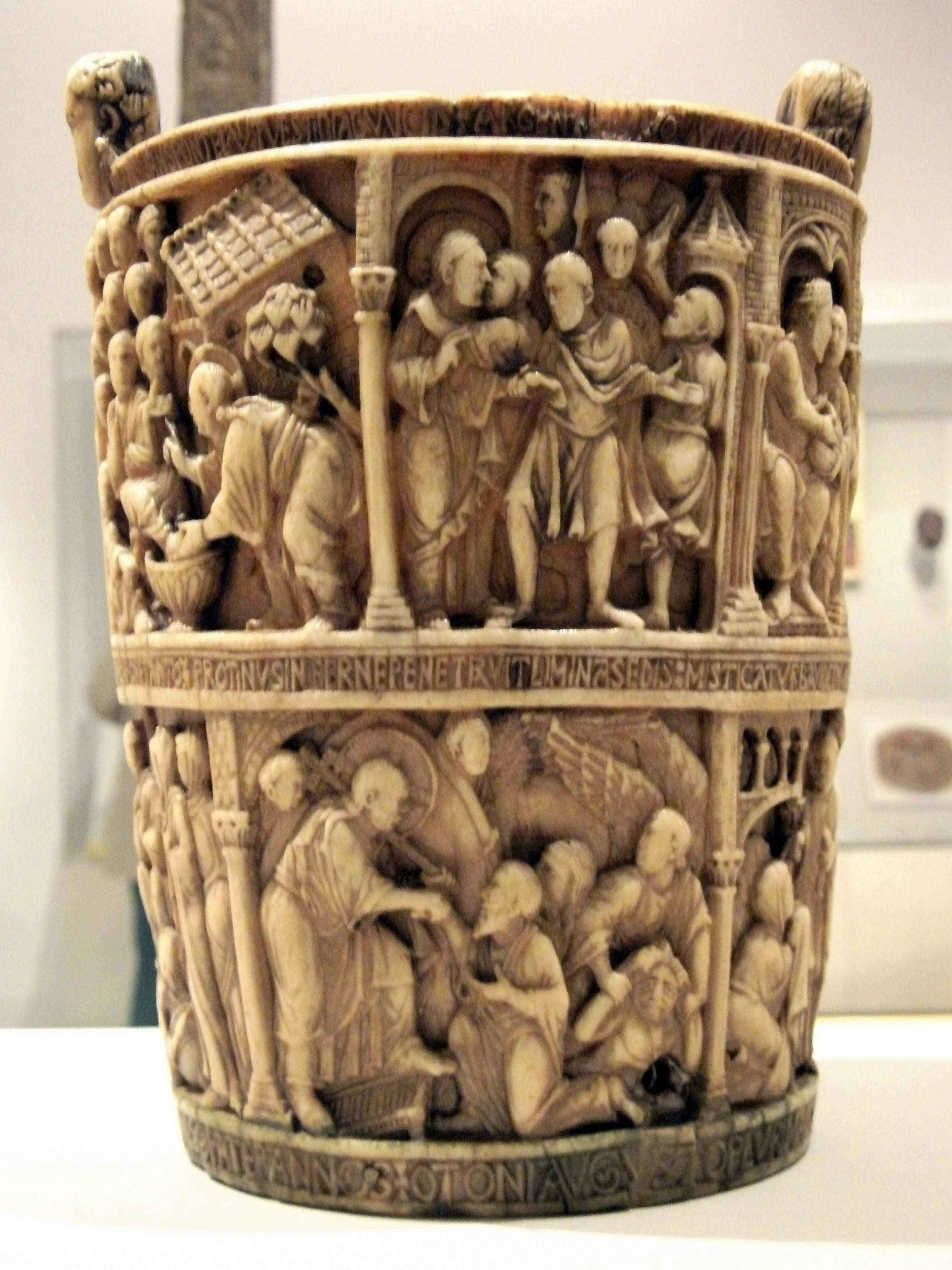
La sitra anomenada Basilewsky (920) (Victoria and Albert Museum, Londres)

Una sèrie de "penics de Judes", monedes antigues que es deia que eren de la trentena original, eren tractades com a relíquies a l'Edat Mitjana, i es creia que ajudaven en parts difícils. Com a component menor dels Instruments, i la supervivència del qual va ser difícil d'explicar donat el relat bíblic de l'ús dels diners, les relíquies i la seva representació en l'art, tots dos apareixen del segle XIV, més tard que elements més importants com el Corona d'espines o Llança de Longinus. Això va ser fruit de nous estils de devoció, protagonitzats pels franciscans en particular, que van promoure la contemplació de la Passió episodi a episodi, com en el Via Crucis. La pedra sobre la qual es deia que s'havien comptat les monedes es trobava al Palau del Laterà a Roma.
Un decadracma siracusà conservat al Museu Hunt, Limerick és una d'aquestes monedes que es diu que és una de les trenta: inscrita a la muntanya hi ha Quia precum sanguinis est (llatí : "Aquest és el preu de la sang").

## Referències literàries

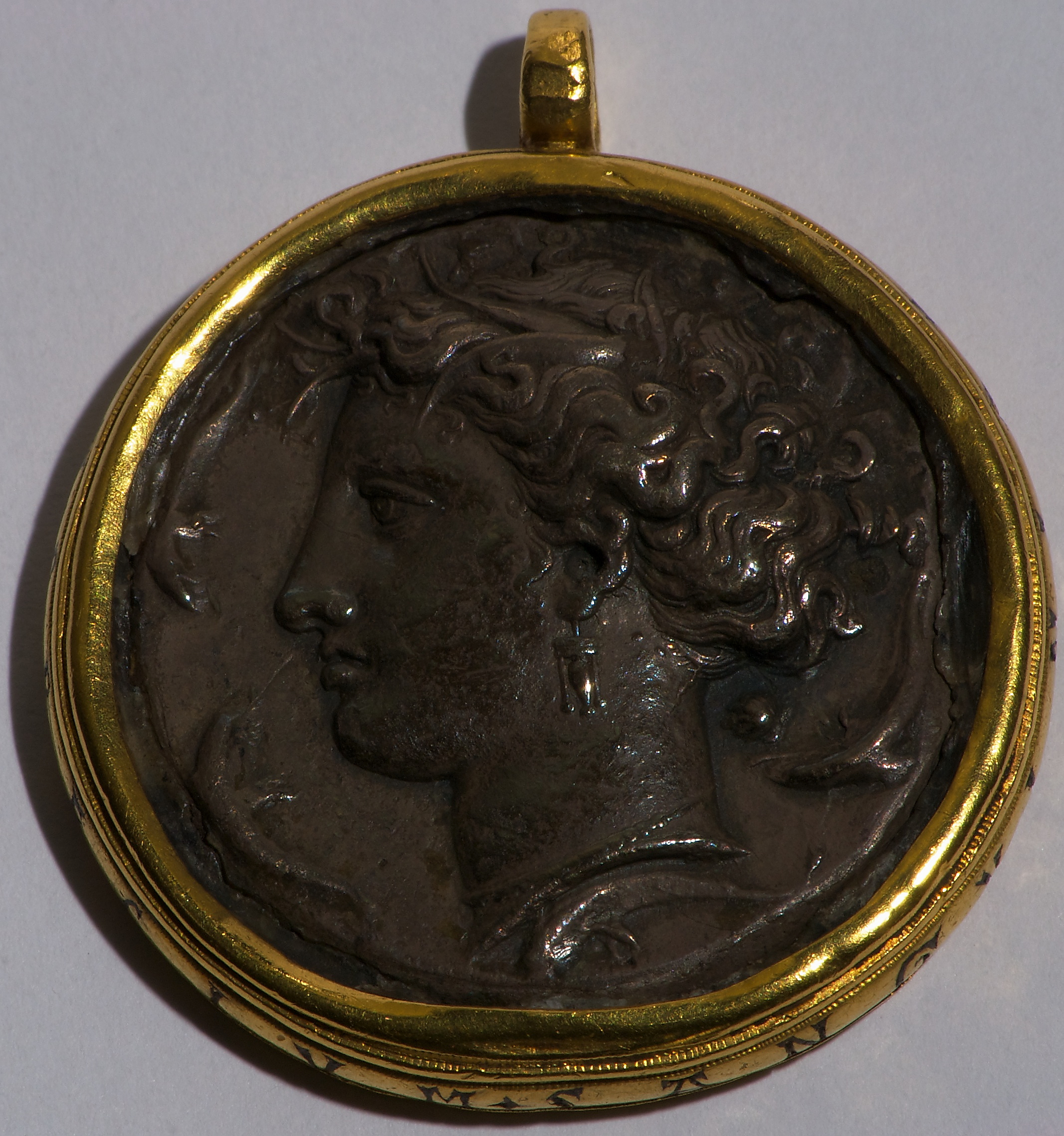
Aquesta moneda té fama de ser una de les anomenades trenta peces de plata (Museu Hunt)